# Harper (Île-du-Prince-Édouard)
Harper est une communauté rurale dans le comté de Prince de l'Île-du-Prince-Édouard, Canada, au sud-ouest de Tignish.
Parmi d'autres chemins, Harper est situé sur la route 158, qui commence à la route 2 (Tignish) à la route 156 (chemin Palmer).
La deuxième communauté sur la route 158 est Leoville, qui continue à exister officiellement, même si une réforme civique de 1998 pour les adresses dans l'Île-du-Prince-Édouard a vu les adresses de Leoville consolidées à Harper. plusieurs résidents réfère à Harper et Leoville comme "Harper Road".
Harper est le domicile de Harper's Brook, un affluent de la rivière Tignish, qui va de Tignish à DeBlois. Harper a une population approximative de 200 résidents et son nom vient de l'explorateur William Harper, qui habitât la région durant le XIXe siècle.  Harper (colonie) fut adopté dans les noms d'endroits de l'Île-du-Prince-Édouard en 1925 et fut changé à Harpers (colonie), le 3 décembre 1946; puis à Harper (Station), le 5 mai 1960. Il fut changé à son statut présent de Harper (localité), le 23 octobre 1989.

## Liste de chemins à Harper
- Harper Road - Route 158
- Gunion Road
- Spruce Lane
- Pinetree Lane
- Western Road - Route 2
- Phillip Strett
- Joe Pete Road
- Peter Road - Route 159

## Voir
- Tignish
- Leoville
- Route 158 (Harper, Leoville)